# Райт, Генри
Генри Т. Райт (англ. Henry T. (Tutwiler) Wright; род. 1943[…], Аннаполис) — американский археолог и антрополог, специалист по ранним государственным обществам. Доктор философии (1967), именной заслуженный Университетский профессор Мичиганского университета, где трудится с 1967 года. Сотрудничает с Институтом Санта-Фе (с 1998). Член НАН США (1994), иностранный член Китайской АОН (2003). Макартуровский стипендиат (1993). Отмечен Society for American Archaeology Lifetime Achievement Award (2013).
Окончил Мичиганский университет (бакалавр искусств с отличием по антропологии, 1964). Степени магистра (1965) и доктора философии, обе по антропологии, получил в Чикагском университете. Занимался там с Robert McCormick Adams Jr. Работает на кафедре антропологии, куратор ближневосточной археологии в Музее антропологической археологии, возглавлял музей антропологии (1989—1992), куратор археологии в последнем с 1967.
Многие годы проводил полевые работы в горах и низменностях Южного Ирана — до Иранской революции. После чего переключил свое внимание на Мадагаскар и близлежащие Коморские острова. Ныне продолжает исследования ранней Месопотамии в Турции и Сирии.